# Andy Meriño
Andy J.Meriño – wenezuelski zapaśnik walczący w stylu klasycznym. Brązowy medalista igrzysk Ameryki Środkowej i Karaibów w 1982. Mistrz igrzysk boliwaryjskich w 1981 roku.